# Svea Textorius
Svea Hildur Augusta Textorius Burstam, född Johansson den 25 augusti 1877 i Jakobs församling, Stockholm, död den 25 augusti 1926 i Sankt Matteus församling, Stockholm, var en svensk operettskådespelerska och sångare. 

## Biografi
Svea Textorius var dotter till skomakargesällen Karl August Johansson och Karolina Kristina Spelqvist. Arton år gammal scendebuterade hon 1895 i sångspelet Peder Rank och hans fästmö på Fokteatern i Stockholm. De närmaste åren verkade hon under kortare perioder inom ett antal olika teatersällskap, däribland åren 1899–1901 i det som leddes av Oskar Textorius. De båda gifte sig år 1900 men äktenskapet varade bara till 1903, varefter makan dock bibehöll efternamnet Textorius. 
Från 1904 och fyra år framåt var Svea Textorius knuten till Folkteatern i Göteborg där hon fick mycket beröm för sina roller i olika operetter. Därefter var hon 1908–1909 hos Axel Hultman och 1909–1910 vid Södra teatern. Med 1910-talets ingång kom Textorius att göra allt färre framträdanden på teaterscenen utan fokuserade i stället på sin verksamhet som vissångerska på olika kabareter. 
Tre år före sin död gifte Svea Textorius om sig med montören Karl Axel Willgott Burstam (1900–1989).

## Teater

### Roller (ej komplett)
| År   | Roll                        | Produktion                               | Regi | Teater                                        |
| ---- | --------------------------- | ---------------------------------------- | ---- | --------------------------------------------- |
| 1895 | Anna                        | Peder Rank och hans fästmö Olof Hermelin |      | Folkteatern                                   |
| 1919 | Medverkande                 | Kaos eller Ta't lätt, revy Axel Engdahl  |      | Folkteatern, Göteborg/ Folkteatern, Stockholm |
| 1901 | Agusta, tjänar i bättre hus | Stiliga Agusta Gustaf af Geijerstam      |      | Textorius-Gardts sällskap                     |